# Xindian (socken i Kina, Sichuan, lat 31,97, long 107,72)
Xindian (kinesiska: 新店乡, 新店) är en socken i Kina. Den ligger i provinsen Sichuan, i den sydvästra delen av landet, omkring 380 kilometer nordost om provinshuvudstaden Chengdu.
Genomsnittlig årsnederbörd är 1 660 millimeter. Den regnigaste månaden är september, med i genomsnitt 325 mm nederbörd, och den torraste är december, med 10 mm nederbörd.